# Reminding Me
"Reminding Me" é uma canção gravada pelo cantor canadense Shawn Hook, com a participação da cantora estadunidense Vanessa Hudgens. A faixa é a primeira colaboração dele com qualquer outro artista. A composição da canção é creditada para Hook, Ethan Thompson e Jonas Jeberg, sendo que a produção da referida ficou por conta de Jeberg e Stephen Kozmeniuk. A canção foi lançada digitalmente no dia 21 de abril de 2017, e serve como primeiro single do EP My Side of Your Story de Hook, bem como marca o retorno de Hudgens à música, após um hiato de nove anos desde o seu último single oficial, "Sneakernight".

## Antecedentes e contexto
"Ela (Hudgens) estava na minha lista de pessoas que queria abordar para ver se estaria interessada. Nós nos encontramos para um café e ela estava interessada na música, ela adorou a gravação. Meio que começamos de lá."

— Shawn Hook, sobre a participação de Vanessa Hudgens na canção, para a revista Billboard.
O single foi anunciado em 19 de abril de 2017 nas contas pessoais de Shawn Hook e Vanessa Hudgens no Instagram. Em 21 de abril de 2017, a música foi lançada nas plataformas digitais e de streaming. A participação de Hudgens na canção marca o primeiro lançamento oficial como single da cantora e atriz desde "Sneakernight" em 2008.
A canção trata de um casal que foi separado por circunstâncias, mas ambos continuam pensando um no outro enquanto tentam seguir em frente com seus novos relacionamentos. Quando Hook escreveu "Reminding Me", ele não tinha a intenção de que a canção fosse um dueto, entretanto, mudou de ideia após a sua gravadora fazer uma sugestão de que ele considerasse a ideia de gravá-la com a participação de uma cantora. Acerca disso, ele explicou: "Quando eu escutei a canção com esse pensamento, ela definitivamente mudou para mim, no bom sentido. Como um compositor, eu quero contar a melhor história. Como um artista, eu quero entregar a melhor interpretação de uma história, e, nesse caso, adicionar a perspectiva de outrem aprimorou a performance toda".
Considerando que a faixa conta a história sobre o fim de um relacionamento, então, para Hook, fez todo o sentido de que a referida fosse um dueto. Consoante, ele afirmou que "'Reminding Me' é uma daquelas canções que funciona em duas perspectivas. É sobre seguir em frente após o fim de um relacionamento, antes mesmo de superá-lo. Toda relação tem dois lados da história, e 'Reminding Me' conta as duas".
Segundo Hook, ele ficou muito orgulhoso da letra de "Reminding Me", pontuando que a canção conseguiu realmente capturar as emoções de ter que superar um relacionamento que acabou recentemente, bem como frisou que ele e os demais compositores se esforçaram para fazer "a melodia mais viciante e a letra mais intensa possível", e que a colaboração de Hudgens "acrescentou um brilho especial à canção".

## Recepção da crítica
O jornal canadense BC Local News descreveu o dueto de Hook e Hudgens como "romântico" e "sedutor".

## Videoclipe
O videoclipe oficial do single foi filmado na mansão Sheats Goldstein Residence, em Los Angeles, nos Estados Unidos, e teve a direção de Aya Tanimura, que já trabalhou anteriormente com os cantores Katy Perry e Charlie Puth. O videoclipe foi lançado todo em preto e branco, em 21 de abril de 2017, no canal Vevo de Shawn Hook, e reflete a natureza sexy e sensual da canção. Uma semana após o lançamento, o videoclipe já havia sido assistido mais de 1 milhão de vezes no YouTube.
O videoclipe mostra Hook e Hudgens lidando individualmente com um relacionamento passado, com Hook posicionado principalmente no piano e Hudgens em uma janela expansiva e depois em uma piscina interior. Mais tarde, há cenas dos dois ficando íntimos em uma cama. O videoclipe foi elogiado pelo sex appeal de Hudgens e o estilo glamouroso.
Em entrevista à revista Billboard, Hook comentou sobre o videoclipe: "Vanessa é realmente profissional, e eu tento ser o mais profissional possível nestas situações. Mas a nossa primeira cena no videoclipe era na cama, então estávamos ambos em roupas íntimas (...) E havia um quarto cheio de pessoas e câmeras em seu rosto, então era como, "Tudo bem, vamos ficar íntimos!".